# 최호정 (축구인)
최호정(1989년 12월 8일 ~ )은 대한민국의 전직 축구 선수이다. 선수 시절 포지션은 센터백, 풀백, 수비형 미드필더였다.

## 클럽 경력
최호정은 2010 K리그 드래프트를 통해 대구 FC에서 프로 경력을 시작하였다. 2010년 4월 24일, 인천 유나이티드를 상대로 데뷔전을 치렀고, 그 경기에서 옐로 카드를 받기도 했다. 데뷔 시즌 리그와 리그컵을 합쳐 17경기에 출전하였다. 2011 시즌에는 주전 경쟁에서 밀리며 많은 경기에 출전하지 못했지만 모아시르 페레이라 감독 아래에서 맞은 2012 시즌에서는 주전 라이트백으로 활약하며 리그 31경기에 출전하여 4골을 기록하였다.
2014 시즌을 앞두고 병역 의무 이행을 위해 상주 상무에 입단하여 2015년 10월 전역할 때까지 리그 45경기에 출전하였다.
2016년 1월 18일 성남 FC로 임대 이적하였고, 11경기에 출장하였다.
2016 시즌이 끝나고, FA 신분을 얻었다. 이후 2017년 1월 11일 K리그 챌린지 서울 이랜드 FC로의 이적이 공식 발표되었다.
2017년 4월 30일 K리그 챌린지 9라운드 아산 무궁화와의 홈 경기에서, 서울 이랜드에서의 데뷔 골을 기록하였다. 9월 9일 29라운드 FC 안양과의 홈 경기에서, 두 번째 골을 기록하였다.
2018년 3월 7일 FC 안양에 입단했다.
2020년 주장으로 선임되며 주전 센터백으로 출전하며 좋은 기량을 보여주고 있다.

## 그 외
2010년 출발드림팀 시즌 2에 대구 FC 선수로 출연하여 드림팀과 맞대결을 펼쳤다.
2019년 아들 최아인이 태어났는데, KTX 타고 가면서 봐도 최호정 아들이라는 말이 나올정도로 똑같이 생겼다.